# イオン穂波ショッピングセンター
イオン穂波ショッピングセンター（イオンほなみショッピングセンター）は、福岡県飯塚市（旧嘉穂郡穂波町）に所在する、イオン九州が運営するショッピングセンターである。ジャスコ時代の愛称は「穂ジャス」。
2011年2月28日まではイオンショッピングタウン穂波（核店舗名は「ジャスコ穂波店」）であった。なお、島村楽器イオンショッピングタウン穂波店のように、旧SC名を店舗名の一部として使用している専門店もある。

## テナント
出店全店舗一覧は公式サイト「ショップリスト」を参照。

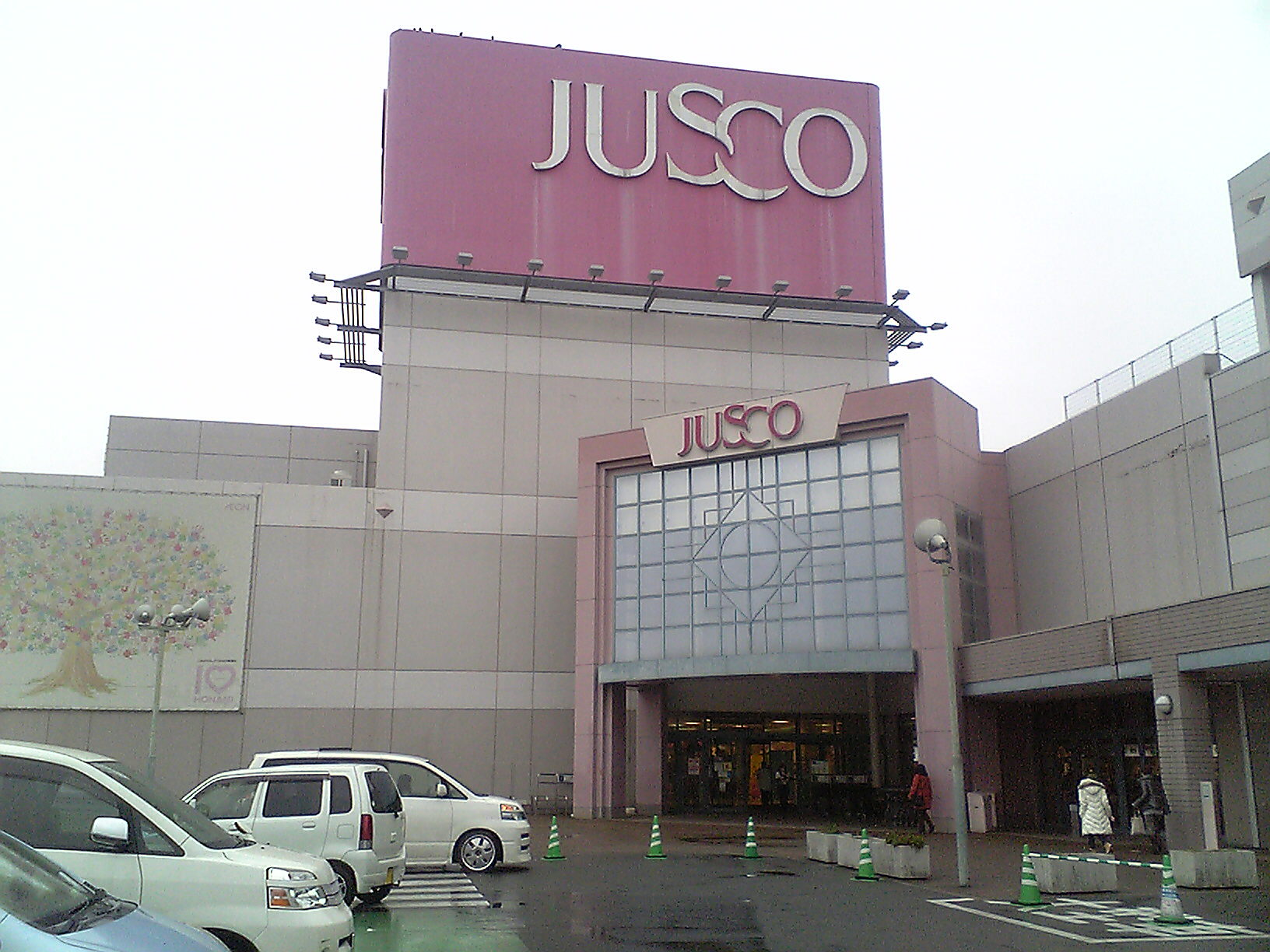
旧：ジャスコ穂波店時代の店舗外観 （2010年1月撮影）
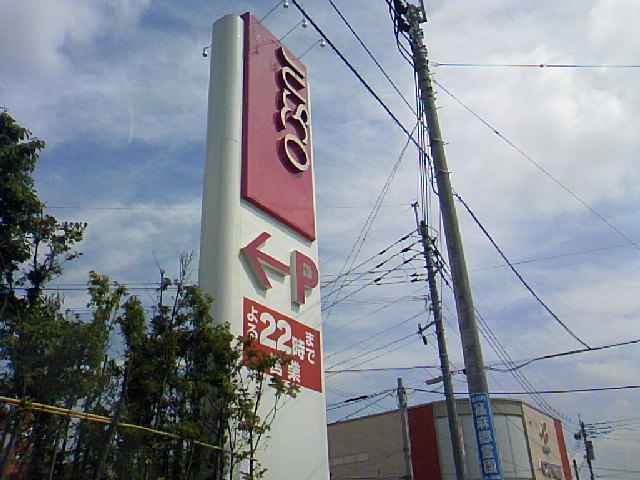
旧：ジャスコ穂波店時代の国道200号側の看板 （2010年1月撮影）

## 交通アクセス

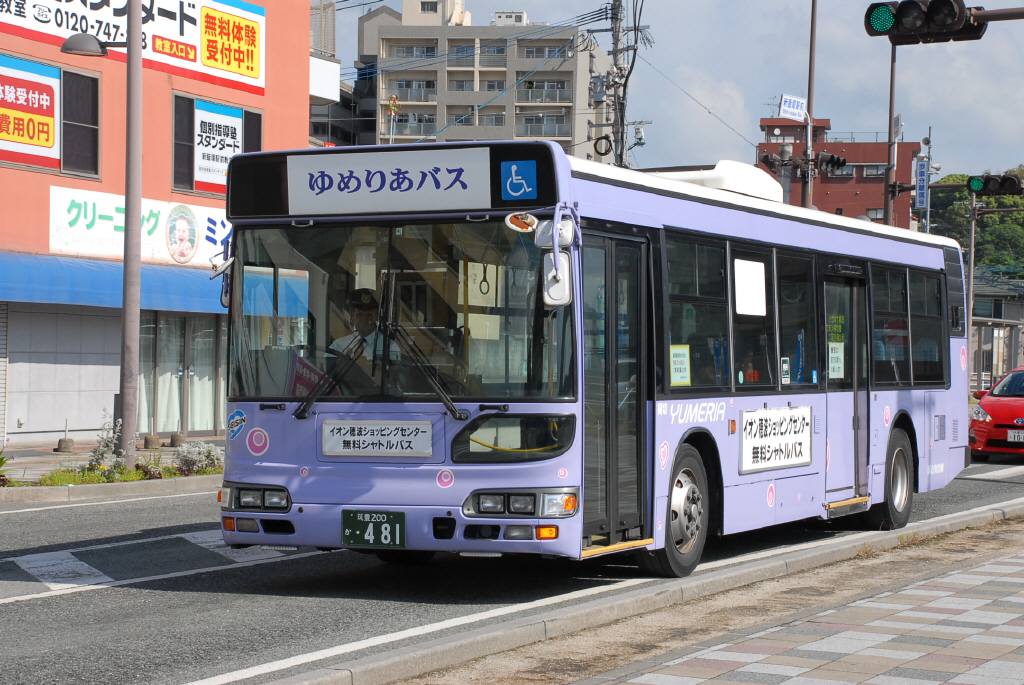
無料シャトルバス

### 鉄道
- JR九州筑豊本線 新飯塚駅

### バス
- 西鉄バス筑豊 イオン穂波ショッピングセンター前バス停
- 新飯塚駅からシャトルバス（無料送迎バス）が毎日運行されている（誠心物流「ゆめりあバス」）に運行委託）[2]

### 自動車
2,000台の無料駐車場がある（一部使用不可の駐車場あり）。
- 国道200号

## 周辺施設
- 飯塚市立飯塚第1体育館・飯塚第2体育館
- 飯塚市立飯塚小学校
- 桜ヶ丘ゴルフセンター
- ベスト電器福岡飯塚店（かつて存在したジャスコ徳前店の跡地に建っている）
- セリア穂波店